# John Henry Davies
John Henry Davis (1864 - 1927) was een rijke eigenaar van een brouwerij. In 1902 kocht hij de op de rand van de afgrond verkerende voetbalclub Newton Heath LYR F.C. en gaf het een nieuwe naam: Manchester United.
Hij financierde met de winst van zijn brouwerij de bouw van Old Trafford, het stadion gebouwd voor zijn club.